# Jezierzany (rejon tłumacki)
Jezierzany (hist. Ozerigna, ukr. Озеряни) – wieś na Ukrainie w rejonie tłumackim obwodu iwanofrankiwskiego.
Osada położona nad krętym potokiem Młynówka (ukr. Млинівка) płynącym w kierunku Tłumacza oraz zbiornikami wodnymi powstałymi w licznych zagłębieniach terenu. 
W okresie I Rzeczypospolitej osada Ozerigna w prowincji małopolskiej województwa ruskiego należąca do dóbr stołowych królewskich.   
Pod koniec XIX w. wieś w powiecie tłumackim Królestwa Galicji i Lodomerii. 
W II Rzeczypospolitej gmina wiejska w powiecie tłumackim województwa stanisławowskiego.
1 sierpnia 1934 r. w ramach reformy na podstawie ustawy scaleniowej Jezierzany razem z gminami: Bortniki, Chocimierz, Gruszka i Pużniki weszły w skład gminy Chocimierz.
W marcu i kwietniu 1944 nacjonaliści ukraińscy z OUN-UPA zamordowali tutaj 17 Polaków.
Po II wojnie światowej obszar gminy znalazł się w ZSRR.